# Phoenix Wright
Phoenix Wright, aussi connu sous le nom de Ryūichi Naruhodō (成歩堂 龍一, Naruhodō Ryūichi) dans la version originale, est un avocat de la défense fictif dans la série des Ace Attorney développée par Capcom. Le 30 septembre 2014, la série a été vendue à 5,3 millions d'exemplaires et c'est le 10e jeu Capcom le plus vendu. Phoenix est présenté en tant que personnage principal dans les trois premiers jeux de la série, il est apparu en tant que personnage secondaire dans le quatrième et revient parmi les protagonistes dans le cinquième jeu. Le personnage est également apparu dans un film et dans une adaptation en manga, ainsi que dans une comédie musicale japonaise et des jeux crossover comme Professeur Layton vs. Phoenix Wright: Ace Attorney ou encore Ultimate Marvel vs. Capcom 3.

## Conception et création
L'idée de créer un avocat est apparue lorsque le directeur Shū Takumi était à la recherche d'idées pour un jeu où le joueur pourrait découvrir des mensonges et des contradictions lors d'interrogatoires.
Le nom japonais de Phoenix Wright, Ryūichi, fait référence au Dragon oriental avec le ryū (竜). Son nom de famille, Naruhodō, provient de l'expression japonaise naruhodo (成る程), qui équivaut en français à "je vois". C'est une expression couramment utilisée au Japonais pour montrer de l'attention sur un sujet. Shū Takumi a choisi cette phrase pour appuyer sur l'inexpérience de Wright ; bien que son nom indique qu'il "voit", il peut cependant ne pas comprendre ce qu'il se passe, ce qui est le cas pour certaines personnes qui utilisent cette expression. C'est une phrase qui est également utilisée dans les romans policiers lors d'enquêtes, chose qui est au cœur de la série,.
Dans les versions anglaises et françaises, le prénom de Wright a été choisi pour ressembler à l'original. C'est également une référence mythique : le Phénix, qui "renaît de ses cendres", une allusion aux retournements de situations improbables en faveur de Wright, ou "voltes-faces", lors des procès. En effet, la dernière affaire du premier jeu s'intitule Phoenix renaît de ses cendres. Son nom de famille est un jeu de mots en anglais ("Right, Wright?" Pas vrai, Wright ?). Son surnom, Nick, a été choisi du fait de sa ressemblance sonore avec "Phoenix".

## Caractéristiques et histoire
Lors de Phoenix Wright: Ace Attorney, Phoenix est un avocat de la défense débutant dans le métier, qui a tendance à accepter les affaires de meurtres et qui tente d'innocenter ses clients même quand tout semble jouer en leur défaveur. Il est décrit comme étant un "idiot tenace" et se retrouve souvent dans des situations improbables. Plutôt que de simplement défendre sa cause, Phoenix use de ses capacités de détective pour réunir des preuves et examiner la scène de crime.
Quand il était en primaire, il a été accusé du vol de l'argent de cantine de Benjamin Hunter, et comme il était dans une petite école, il y a eu un procès en classe. Durant le procès, Paul Defès et Benjamin Hunter ont défendu Wright, en déclarant que le professeur et les élèves n'avaient aucune preuve de la culpabilité de Wright. Le procès de classe fut annulé et les trois élèves devinrent meilleurs amis jusqu'au départ de Hunter après le meurtre de son père. On apprend plus tard que c'est Paul Defès qui a volé les 38$ de Hunter, lorsque Defès donne à Hunter une enveloppe contenant lesdits 38$. Si Wright est surpris, Hunter donne l'impression de l'avoir toujours su.
Lorsqu'il était à l'Université d'Ivy (Henri Baucout en français), il fut accusé de meurtre mais fut défendu par une avocate de la défense, Mia Fey. En grandissant, Phoenix devient avocat de la défense à son tour au cabinet d'avocat de Mia. Après le meurtre de cette dernière, Phoenix reprend le cabinet et le renomme Wright & Co., et prend sous son aile Maya Fey, la petite sœur médium de Mia. Tandis que les années passent, Phoenix accepte diverses affaires où il prouve l'innocence de ceux accusés injustement de meurtre. Cependant, lors d'une affaire, il présente par inadvertance une preuve falsifiée à la cour, et se retrouve contraint de quitter le métier. Il adopte une petite fille du nom de Vérité Grimoire, crée l'Agence de Talents Wright et embauche un jeune avocat talentueux du nom d'Apollo Justice, qui l'avait vaillamment défendu à la cour. Phoenix continue son travail en coulisses.
Après avoir lavé son honneur, il repasse l'examen du barreau. Dans le cinquième jeu de la licence, Dual Destinies, Phoenix récupère son badge et redevient un avocat de la défense. Il garde aussi Apollo en tant qu'apprenti, et accueille une nouvelle recrue, Athena Cykes, en tant que jeune avocate à l'Agence de Talents Wright.

## Apparitions

### LicenceAce Attorney
Dans le premier jeu Phoenix Wright: Ace Attorney, Phoenix doit faire face à la mort de son mentor et collègue dans la défense, Mia Fey. À travers le jeu, Phoenix s'engage à défendre plusieurs personnes accusées de meurtre, dont son ami Paul Defès. Le jeu atteint son apogée lorsque Phoenix Wright, avocat de la défense, prend la défense de l'avocat de l'accusation et rival, Benjamin Hunter, qui est accusé du meurtre de Jean Durand, ex-avocat de la défense. Dans le dernier cas, Phoenix renaît de ses cendres, Phoenix Wright devra innocenter, Lana Skye, procureure générale, accusée du meurtre d'un inspecteur de police dans le parking du bureau des procureurs. Il sera assisté par sa petite sœur, Ema Skye et il finira par travailler de concert avec son habituel adversaire, Benjamin Hunter, afin de confondre le véritable coupable. Cette dernière affaire n'est disponible que sur la version DS de Phoenix Wright: Ace Attorney puis dans la trilogie Phoenix Wright: Ace Attorney sortie sur PC, Switch, PS4 et Xbox One.
Dans Phoenix Wright: Ace Attorney - Justice for All, Phoenix défend Maya Fey, la petite sœur de son ancien mentor, et fait face à la procureur et fille de Manfred von Karma, le prodige de 18 ans Franziska. Au point culminant du jeu, Maya est kidnappée par un tueur à gages et Phoenix se voit forcé de faire avouer le véritable meurtrier. Pendant le jeu, Phoenix reçoit un magatama qui lui permet de savoir si quelqu'un cache quelque chose.
Dans Phoenix Wright: Ace Attorney - Trials and Tribulations, Phoenix est accusé du meurtre de l'ancien amant de sa petite amie à l'université. Il est défendu par Mia Fey, qui n'avait accepté aucune affaire depuis sa première contre Hunter, un an plus tôt. Mia dénonce le véritable coupable, la copine de Phoenix, Dahlia, qui est exécutée par la suite. Phoenix doit également faire face au mystérieux Godot, un procureur qui semble avoir une dent contre lui.
Lors d'une affaire se déroulant sept ans avant Apollo Justice: Ace Attorney, deux mois après Trials & Tribulations, il fut obligé de rendre son badge d'avocat pour avoir présenté une preuve qu'il ignorait avoir été forgée. Deux semaines plus tard, il adopte Vérité Grimoire après que le père de cette dernière, Zachary Grimoire, est devenu un fugitif. Vérité renomme alors son bureau en "Agence de Talents Wright", et en devient le PDG et la moitié du talent représenté, Phoenix étant la deuxième moitié. Lors de l'histoire d'Apollo Justice, il travaille en tant que pianiste et joue au poker dans un restaurant russe. Après avoir été lui-même accusé de meurtre, et défendu par le jeune avocat Apollo Justice, il embauche ce dernier, et rouvre son bureau d'avocat.
Wright reprend le rôle principal dans le cinquième jeu, Phoenix Wright: Ace Attorney - Dual Destinies. Il travaille de concert avec Apollo Justice et Athena Cykes, et cherche à mettre un terme à "l'âge sombre de la justice" une fois pour toutes.

### Autres apparitions
Phoenix Wright apparaît dans l'adaptation en manga de la série, écrite par Kenji Kurada, illustrée par Kazuo Maekawa et publiée chez Kodansha. La version française est publiée chez Kurokawa.
Dans sa propre série, Phoenix fait un caméo dans Ace Attorney Investigations: Miles Edgeworth, un jeu dont le protagoniste est son rival de toujours, Benjamin Hunter, ainsi que son assistante Maya Fey et sa cousine Pearl. Ils apparaissent en bateau lors de la troisième affaire du jeu. Phoenix et Maya apparaissent également dans Gyakuten Kenji 2. Il devient associé du Professeur Layton dans le jeu sur 3DS Professeur Layton vs. Phoenix Wright: Ace Attorney, développé par Level-5 en 2012.
Phoenix, ainsi que Franziska von Karma, Mia Fey et Benjamin Hunter, apparaissent sous forme de cartes dans le jeu SNK vs Capcom: Card Fighters DS.